# Fem sange opus 2
Fem sange is de tweede liederenbundel die verscheen van de Noorse componisten Agathe Backer. Opnieuw was de uitgeverij Chr. E. Hornemans Forlag te Kopenhagen, de liederen zijn in het Deens.
De vijf liederen zijn:
- Agnes, min deilige sommerfugl op tekst van Henrik Ibsen in allegretto un poco allegro in D majeur (gedateerd 15 september 1871)
- Naar bølgen langsomt vugger op tekst van Christian Winter in allegretto in G majeur
- I skovens høisale falken graa op tekst van Christian Winter in poco andante e sostenuto in Bes majeur
- Længsel op tekst van Robert Burns (vertaling Caralis) in vivace in D majeur
- Jer ser dig med min tanke op tekst van Christian Molbeck in allegro con fuoco in Fis mineur

De liederen 1 en 2 werden uitgevoerd tijdens een concert op 28 november 1871 met de componist achter de piano en Nina Grieg als zangeres.
De liederen zijn opgedragen aan Erika Lie, een pianiste.